# عباس رجایی
عباس رجایی (زادهٔ شهریور ۱۳۳۹ در اراک) نمایندهٔ حوزهٔ انتخابیهٔ اراک، کمیجان و خنداب در دوره نهم مجلس شورای اسلامی است. وی پیش‌تر در دورهٔ هشتم و دورهٔ هفتم نیز عضو این مجلس بود. و برادر سه شهید است.